# Omphalocera munroei
Omphalocera munroei là một loài bướm đêm thuộc họ Pyralidae. Nó được tìm thấy ở Bắc Mỹ, bao gồm Florida, Indiana và Tây Virginia.

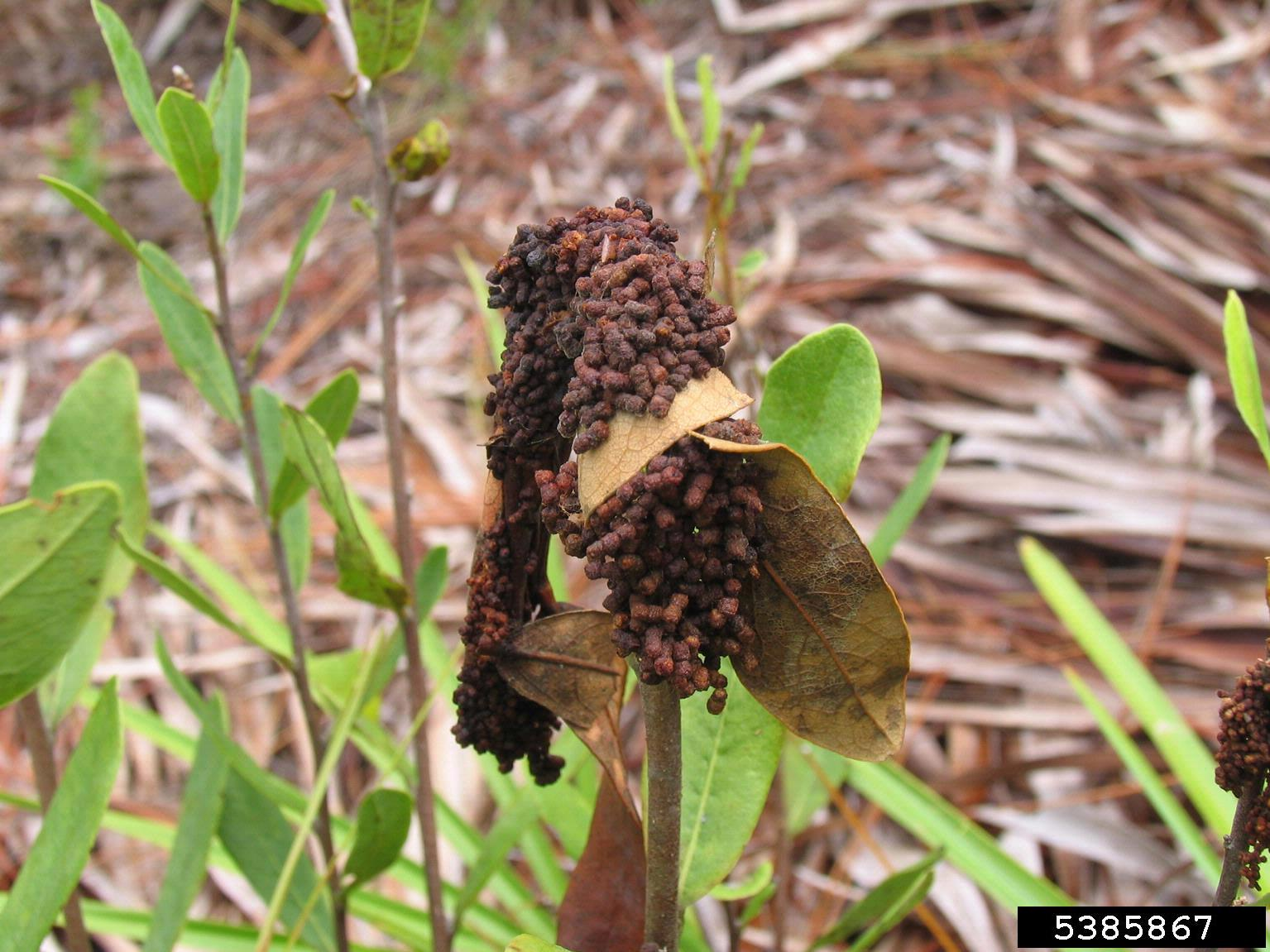

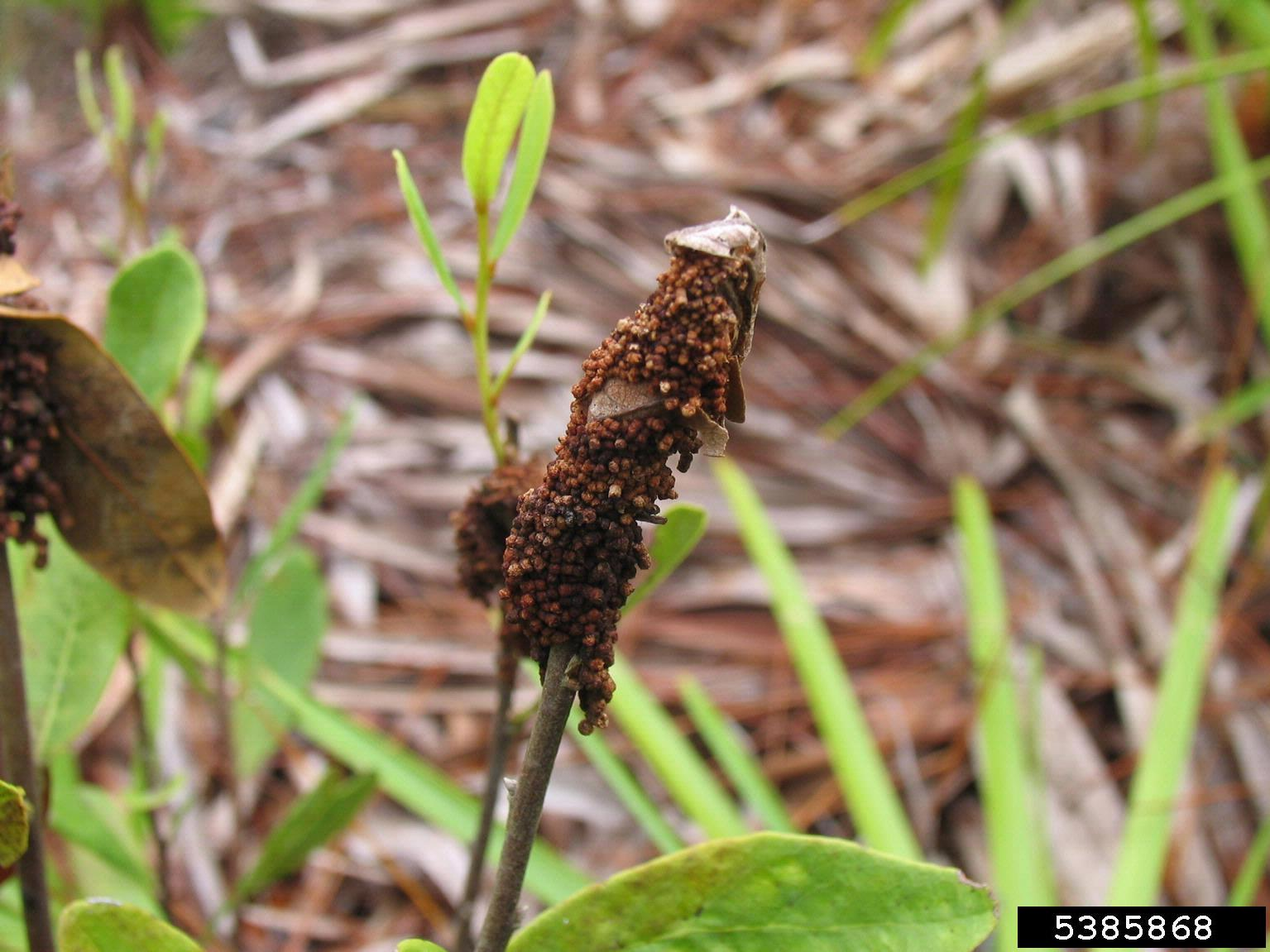

Ấu trùng ăn lá, mầm non của loài Asimina. Ấu trùng tạo tổ cuốn lá và ăn lá từ bên trong.